# AA-52
AA-52またはAAT-52（Arme Automatique Transformable Modèle 1952）は、フランスが第二次世界大戦後に開発した汎用機関銃である。現在では専ら車両搭載用として使われており、歩兵用機関銃の役割は、より軽量なミニミ軽機関銃に譲っている。

## 開発
第二次世界大戦直後のフランス軍の主な正面装備は、本土がドイツに占領される前に製造されたものやアメリカやイギリスから供与されたもののほか、ドイツから戦争賠償代わりに接収したものも含まれていた。
しかし、フランスは自前の兵器産業の復活と1946年に始まったインドシナ戦争において、ベトミンと戦っている部隊に新鋭兵器を供給する必要に迫られたため、1950年代初頭にアメリカ製のブローニングM1919重機関銃や、国産のFM mle1924/29軽機関銃の後継機関銃として、そして、フランス軍の標準機関銃を目的として開発が始められ、1952年に完成した。
部品製造には同時期に開発されたMAT 49と同様、プレス加工を多用するようにして生産性を向上させるように工夫されている。また、AA-52はフランス初の汎用機関銃でもある。

## 概要
AA-52は、FA-MAS小銃と同様に、作動機構としてレバー遅延型ブローバック方式を採用している。
同方式は、H&K社製のG3小銃やHK21機関銃のローラー遅延型と同じ系統に属する遅動ブローバック方式であり、レシーバー・ボルト・ボルトキャリアの三部品を、2本の爪を持つレバーを介して連結し、梃子の原理を利用してボルトの開放を遅延させる構造を特徴としている。レバーなどの遅動ブローバック機構は銃の右側に配置されている。
レバー遅延型ブローバック方式を採用しているため、銃身は固定式で、命中精度に影響を与えるガス・ポートも存在せず、銃身の基部だけでレシーバーと結合するフローティング支持構造となっている。ガス圧作動方式の機関銃（M60・MAG・PKなど）のような銃身下のガス・シリンダーは存在せず、またMG3（MG42）のような銃身全体を覆う放熱カバーもないため、同クラスの汎用機関銃としては、かなりすっきりとした外観となっている。二脚はFM mle1924/29軽機関銃と同じものが採用された。

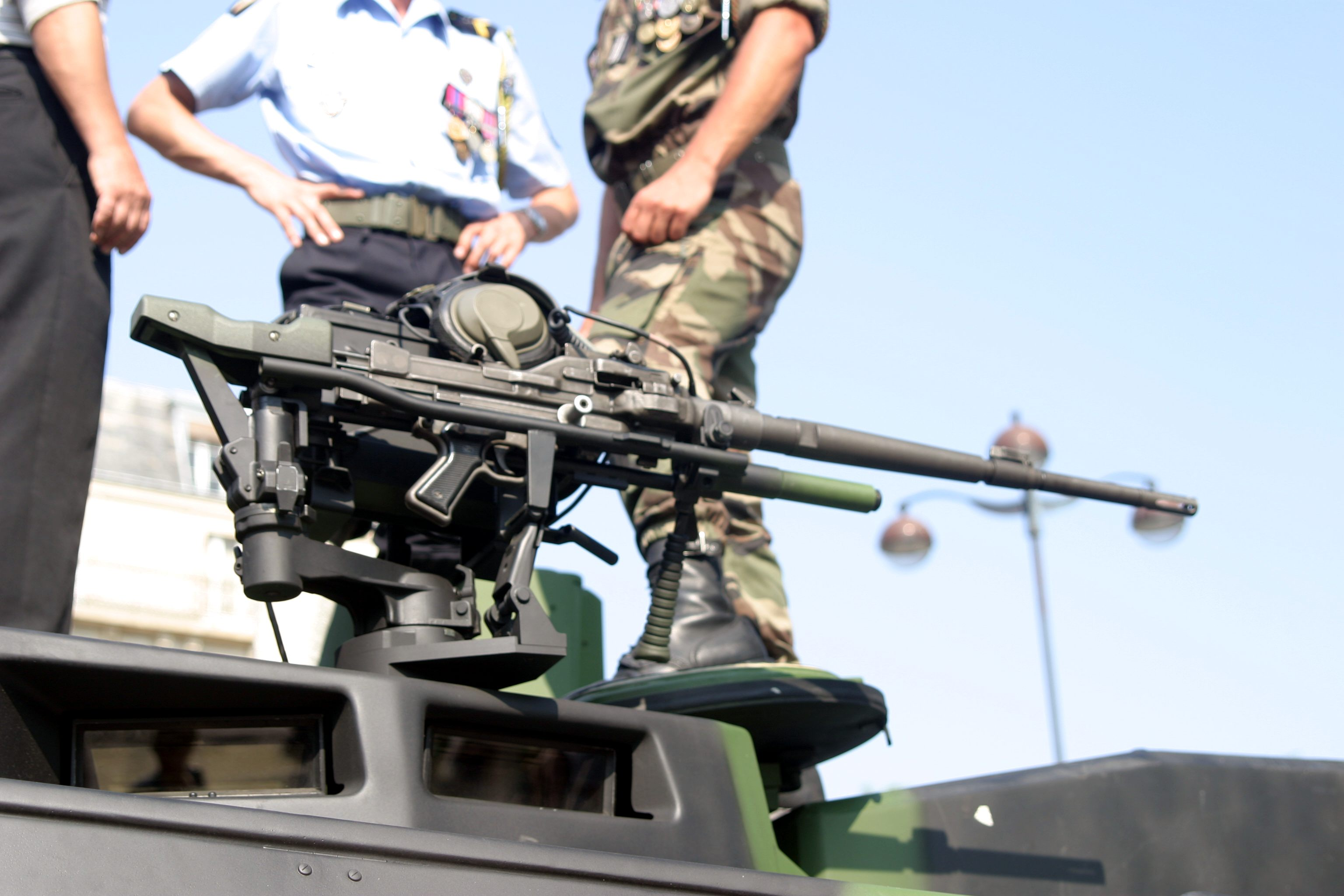
ベルトリンク排出口の右下に見える台形の突出部に、遅動ブローバック機構のロッキングピースが内蔵されている
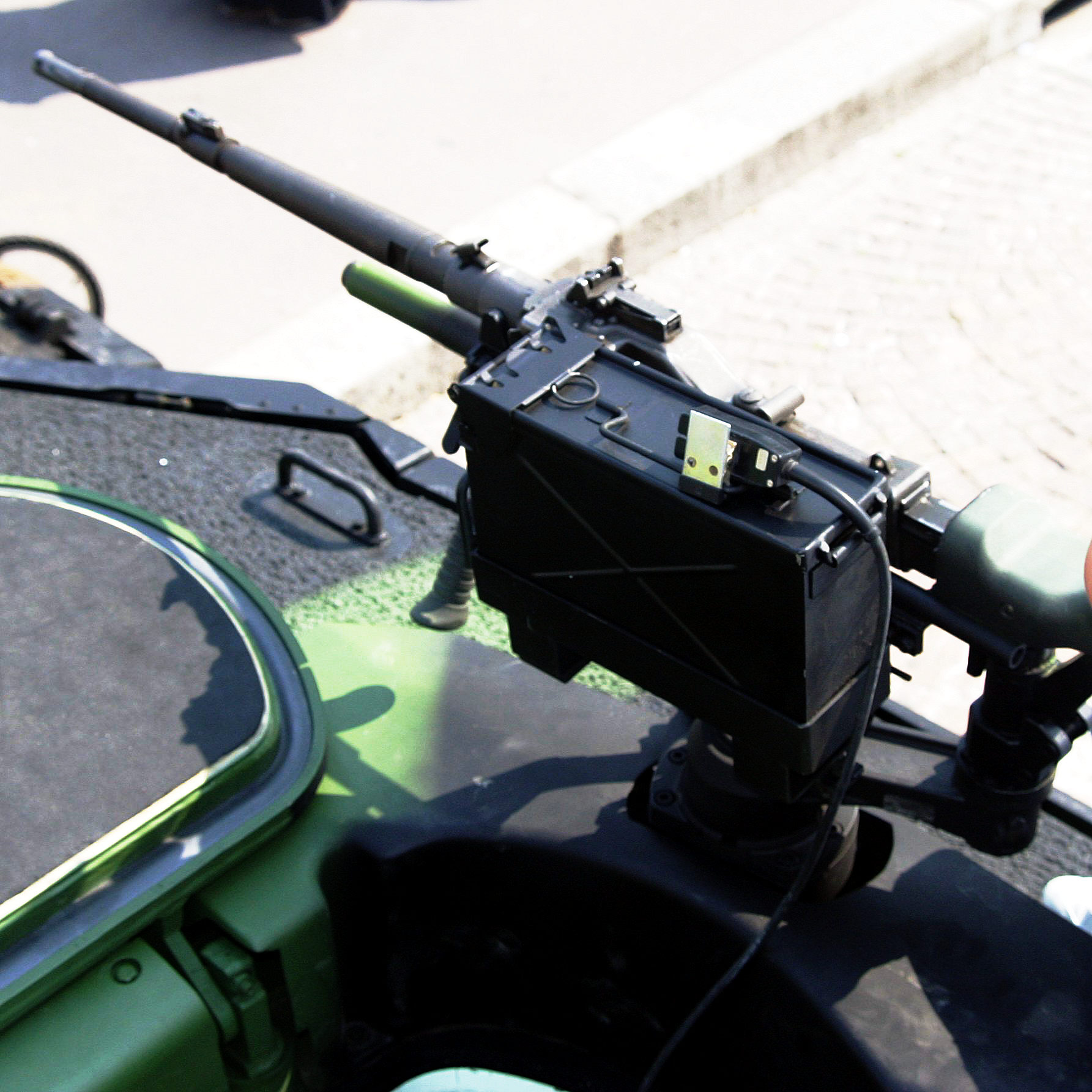
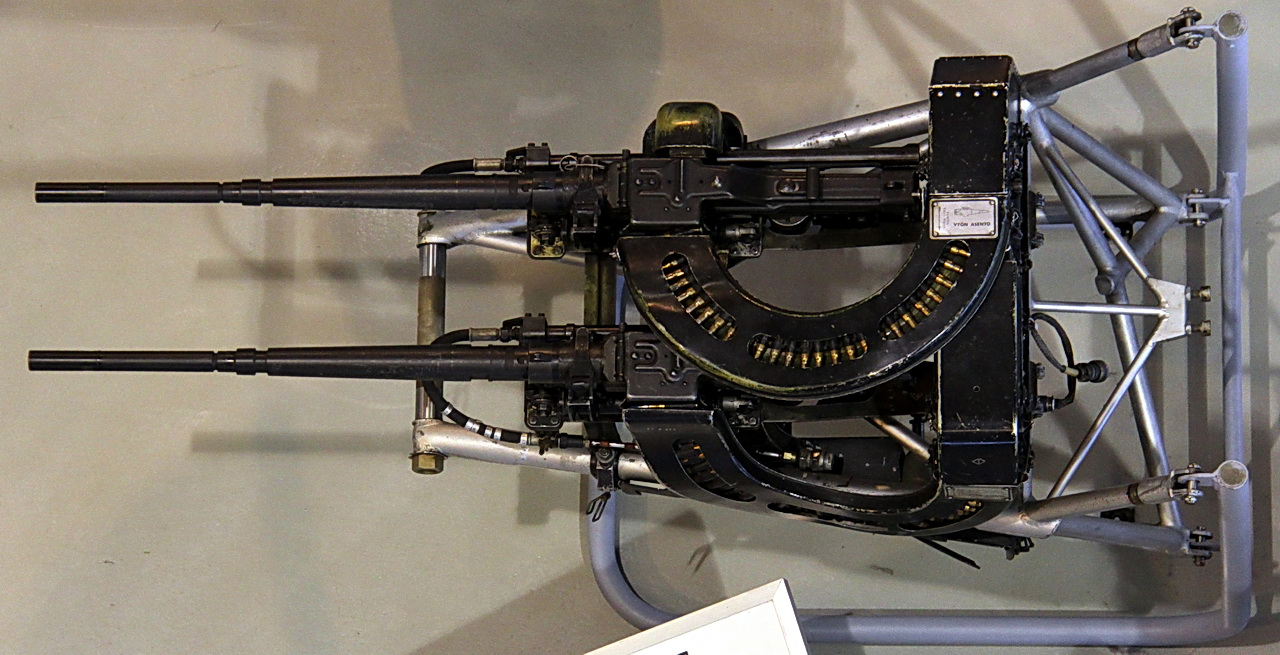
フーガ マジステール練習機の機首部分に装着する2連装パック。

ZB26やMAGと同系の銃身にキャリング・ハンドルが附属するデザインであるため、銃身を交換する場合にもハンドルを用いて加熱した銃身を保持でき、銃身交換時に耐熱グローブが必要な初期型M60やMG34と違って素手で交換作業ができるが、二脚付き銃身は交換した際に薬室部へ砂や泥が入り込んで射撃不能となるトラブルを招き易い。また銃身を外してしまうと本体を支える術がなくなってしまうため、射手は片手で本体を保持しながら銃身を外し、予備の銃身を差し込んで付け直すという、伏射時には不可能なほど困難な作業を要求される。
ただしAA-52は、野戦での移動射撃時は二脚付き銃身を装着して軽機関銃として使用され、三脚を使用する間接照準・持続射撃時には肉厚の重銃身を装着して銃身交換を行いながら重機関銃として使用される運用が原則であり、二脚を使用する際は加熱も少ないため銃身交換は最初から想定されておらず、この欠点はあまり問題とされない。
全金属製の銃床は伸縮式で、保管・運搬時には縮めてスペースを節減できる。この状態では銃床とボルトキャリアが干渉するため、銃を操作する際にはかならず銃床を伸ばしておく必要がある。
コッキングハンドルはボルトキャリアを後退させる方向にのみ作用し、射撃中には前進位置にとどまる。金属製のベルトリンク（弾帯）は銃の右側面、使用済みの空薬莢は下面へ排出される。

## NF-1

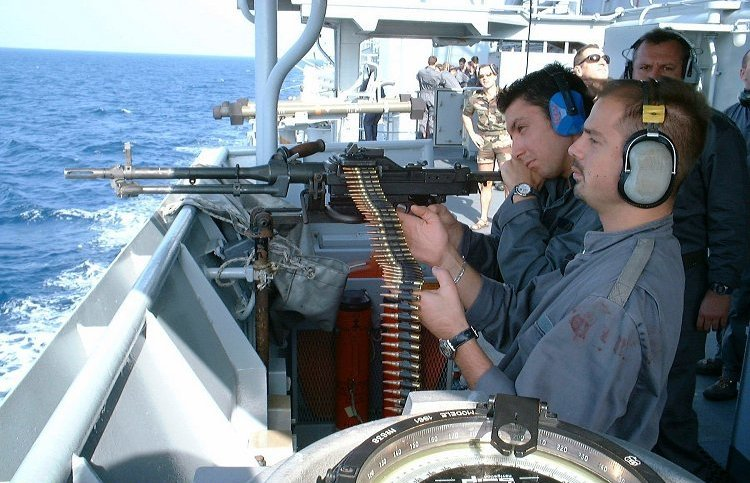
艦艇上でNF-1の射撃訓練を行うフランス海軍の兵士

ド・ゴールの第五共和政下でフランスは自立国防路線を取っていたため、配備当初のAA-52は独自の弾薬である7.5x54mm French弾を使用していた。しかし、周囲のNATO加盟国は汎用機関銃用弾薬として7.62mm NATO弾を使用していたため、他のNATO加盟国軍との合同作戦時に弾薬を共用できない不利益があった。
発展途上国への輸出時にも使用弾薬がネックとなって他の欧州諸国に遅れをとったため、1960年代から7.62mm NATO弾を使用する派生型のNF-1が製造されるようになった。フランス軍内のAA-52も逐次NF-1へ改修、または新規製造のNF-1に置き換えられて現在に至っている。NF-1の二脚は新設計のものに変更された。

## 使用国
このAA-52/NF-1は、歩兵用機関銃として採用されている他、ルクレール、AMX-30戦車、AMX-13軽戦車、AMX-10P歩兵戦闘車、AML装甲車、ERC 90装甲車、AMX-10RC装甲車、VAB装甲車、VBL装甲車などのフランス製装甲戦闘車両に副武装として装備されている。
また、フーガ マジステール練習機の機首部分に、2挺装備することも可能である。
- ベルギー
- ベナン
- ブルキナファソ
- 中央アフリカ共和国
- コモロ

- コートジボワール
- ジブチ
- フランス
- ガボン
- アイルランド

- マダガスカル
- マリ
- モーリタニア
- モーリシャス
- モロッコ

- ニジェール
- セネガル
- セーシェル
- ソマリア
- トーゴ

## 登場作品
『レオン』
主人公たちを襲撃するSWATが使用。銃口にグレネード弾を装着して発射する。